# Agnippe
Agnippe é um gênero de traça pertencente à família Agonoxenidae.